# Deer Island (Aleuten)
Deer Island ist eine unbewohnte Insel südlich der Alaska-Halbinsel, etwa 9 km südlich der Ortschaft King Cove auf dem Festland. Die Insel ist rund 16 km lang und 12 km breit, bei einer Fläche von 151,7 km². Die höchste Erhebung liegt im Nordosten der Insel und erreicht eine Höhe von 599 m.